# Synodontis rufigiensis
Synodontis rufigiensis is een straalvinnige vissensoort uit de familie van de baardmeervallen (Mochokidae). De wetenschappelijke naam van de soort is voor het eerst geldig gepubliceerd in 1968 door Bailey.